# Szyły (okręg poniewieski)
Szyły (lit. Šilai) – miasteczko na Litwie, położone w okręgu poniewieskim i w rejonie poniewieskim. Liczy 298 mieszkańców (2001).